# Marius Sabin Peculea
Marius Sabin Peculea (n. 13 aprilie 1926, Cluj, România – d. 4 iunie 2023) a fost un inginer român, membru titular al Academiei Române (1993). S-a ocupat de producerea apei grele necesare programului nuclear al României.
Teza de doctorat: „Studiul termodinamic al coloanelor de separări izotopice-în flux continuu, cu trei fluide și temperaturi diferite de reacție”, (1965), conducător Ioan Vlădea.
A fost directorul Institutului de Criogenie și Separări Izotopice Râmnicu Vâlcea.

## Lucrări publicate
- Criogenie tehnică, în colaborare cu Cornel Stamatescu, Vsevolod Radcenco, Sava Porneală și Horia Barbu, 1982
- Apa grea - Procese industriale de separare, 1984
- Interfața între știință și tehnologie, 1994, reeditat 2010

## Distincții
A fost decorat cu:
- Ordinul Meritul Științific.[2]
- Ordinul național Pentru Merit în grad de Mare Ofițer (2000).[5]

A fost doctor honoris causa al universităților: Universitatea Tehnică Cluj-Napoca (1995), Universitatea Tehnică de Construcții din București (1996), Universitatea din Craiova (1996), Universitatea din Oradea (1998), Universitatea Ovidius din Constanța (2000), Universitatea „Politehnica” din Timișoara (2000).
A fost cetățean de onoare al municipiului Cluj-Napoca (1996).